# Gant-Wevelgem 2017
La Gant-Wevelgem 2017, oficialment Gent–Wevelgem-In Flanders Fields, va ser la 79a edició de la clàssica belga Gant-Wevelgem i es disputà el 26 de març de 2017 sobre un recorregut de 249,2 km, amb sortida a Deinze i arribada a Wevelgem. Aquesta era la dotzena prova de l'UCI World Tour 2017, amb una categoria 1.UWT.
El vencedor final fou el belga Greg Van Avermaet (BMC Racing), que s'imposà a l'esprint a Jens Keukeleire (Orica-Scott). En tercera posició, a sis segons, i encapçalant el primer grup perseguidor, finalitzà Peter Sagan (Bora-Hansgrohe).
El novembre de 2016 el director de la cursa, Hans De Clercq, anuncià que la cursa passaria pels Plugstreets, «petits camins estrets, sinuosos » per tal de commemorar l'alto el foc del dia de Nadal de 1914 i per retre homenatge a les víctimes de la Primera Guerra Mundial a Flandes. Foren diferents les veus crítiques amb aquest nou traçat, Patrick Lefevere, Wilfried Peeters (Quick-Step Floors), Herman Frison (Lotto-Soudal), Jan Bakelants (AG2R La Mondiale), en considerar la seva inclusió innecessari i perillós.

## Equips
En la cursa hi prendran part 25 equips, el nombre màxim permès, per un total de dos cents corredors. A la presència obligatòria dels 18 equips UCI WorldTeams, s'hi afegiran set equips convidats de categoria professional continental: El número 192 no va ser emprat per respecte a Antoine Demoitié, que duia aquest número quan va morir en l'edició de 2016.
| WorldTeams (18)- Bora-Hansgrohe - Quick-Step Floors - Lotto-Soudal - BMC Racing Team - AG2R La Mondiale - Astana - Bahrain-Merida - Cannondale-Drapac - FDJ - Movistar Team - Orica-Scott - Dimension Data - Katusha-Alpecin - Lotto NL-Jumbo - Sky - Team Sunweb - Trek-Segafredo - UAE Team Emirates Equips continentals professionals (7)- Sport Vlaanderen-Baloise - Wanty-Groupe Gobert - Verandas Willems-Crelan - Cofidis, Solutions Crédits - WB-Veranclassic-Aqua Protect - Israel Cycling Academy - Roompot-Nederlandse Loterij |
| |

| Cim | Nom                                  | Km    | Ferm | Llargada (m) | Pendent mitjana | Pendent màxima | Km a meta |
| --- | ------------------------------------ | ----- | ---- | ------------ | --------------- | -------------- | --------- |
| 1   | Mont des Cats                        | 135,6 |      |              | %               | %              | 113,6     |
| 2   | Kokereelberg                         | 139,1 |      |              | %               | %              | 110,1     |
| 3   | Vert Mont                            | 141,4 |      |              | %               | %              | 107,8     |
| 4   | Mont Noir - Cota de Ravel Put        | 143,7 |      |              | %               | %              | 105,5     |
| 5   | Mont Noir - Cota de la Blanchisserie | 148.9 |      |              | %               | %              | 100,3     |
| 6   | Baneberg                             | 166,5 |      |              | %               | %              | 82,7      |
| 7   | Kemmelberg - Belvedère               | 174,5 |      |              | %               | %              | 74,7      |
| 8   | Monteberg                            | 178,5 |      |              | %               | %              | 70,7      |
| 9   | Baneberg                             | 210,3 |      |              | %               | %              | 38,9      |
| 10  | Kemmelberg - Ossuaire                | 214,9 |      |              | %               | %              | 34,3      |

## Classificació final
| \| Classificació general \| Classificació general \| Classificació general \| Classificació general \| Classificació general \| \| Corredor \| Corredor \| Equip \| Temps \| \| \| --------------------- \| ----------------------- \| --------------------- \| --------------------- \| --------------------- \| \| 1r \| Greg Van Avermaet \| BMC Racing Team \| 5h 39' 05" \| \| \| 2n \| Jens Keukeleire \| Orica-Scott \| + 0" \| \| \| 3r \| Peter Sagan \| Bora-Hansgrohe \| + 6" \| \| \| 4t \| Niki Terpstra \| Quick-Step Floors \| + 6" \| \| \| 5è \| John Degenkolb \| Trek-Segafredo \| + 6" \| \| \| 6è \| Tom Boonen \| Quick-Step Floors \| + 6" \| \| \| 7è \| Jens Debusschere \| Lotto-Soudal \| + 6" \| \| \| 8è \| Michael Matthews \| Team Sunweb \| + 6" \| \| \| 9è \| Fernando Gaviria Rendón \| Quick-Step Floors \| + 6" \| \| \| 10è \| Sacha Modolo \| UAE Team Emirates \| + 6" \| \| |                         |                   |            |
| |                         |                   |            |
| Font: ProCyclingStats |                         |                   |            |
| Classificació general |                         |                   |            |
| Corredor | Corredor                | Equip             | Temps      |
| 1r | Greg Van Avermaet       | BMC Racing Team   | 5h 39' 05" |
| 2n | Jens Keukeleire         | Orica-Scott       | + 0"       |
| 3r | Peter Sagan             | Bora-Hansgrohe    | + 6"       |
| 4t | Niki Terpstra           | Quick-Step Floors | + 6"       |
| 5è | John Degenkolb          | Trek-Segafredo    | + 6"       |
| 6è | Tom Boonen              | Quick-Step Floors | + 6"       |
| 7è | Jens Debusschere        | Lotto-Soudal      | + 6"       |
| 8è | Michael Matthews        | Team Sunweb       | + 6"       |
| 9è | Fernando Gaviria Rendón | Quick-Step Floors | + 6"       |
| 10è | Sacha Modolo            | UAE Team Emirates | + 6"       |